# Magdagaczi
Magdagaczi – osiedle typu miejskiego w Rosji, w obwodzie amurskim; stolica rejonu magdagaczyńskiego.
W 2010 roku liczyło 10 897 mieszkańców.